# Jedidiah Morse

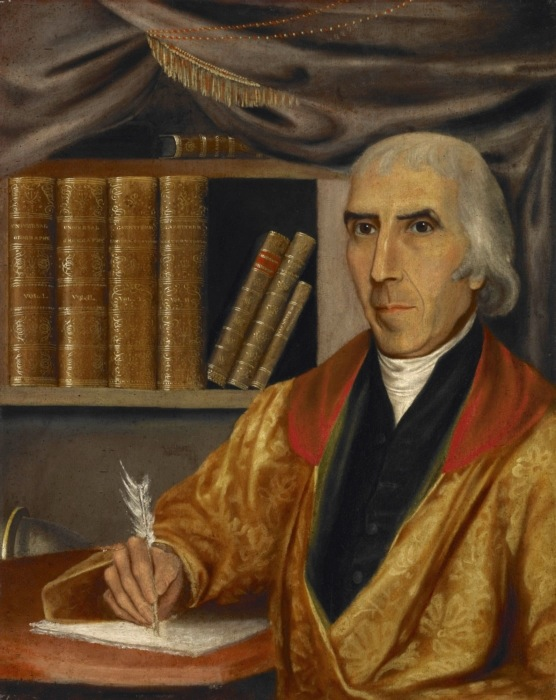
Jedidiah Morse, von Samuel Finley Breese Morse.

Jedidiah Morse (* 23. Juli 1761; † 9. Juni 1826) war ein amerikanischer calvinistischer Geistlicher und Geograph.

## Leben und Werk

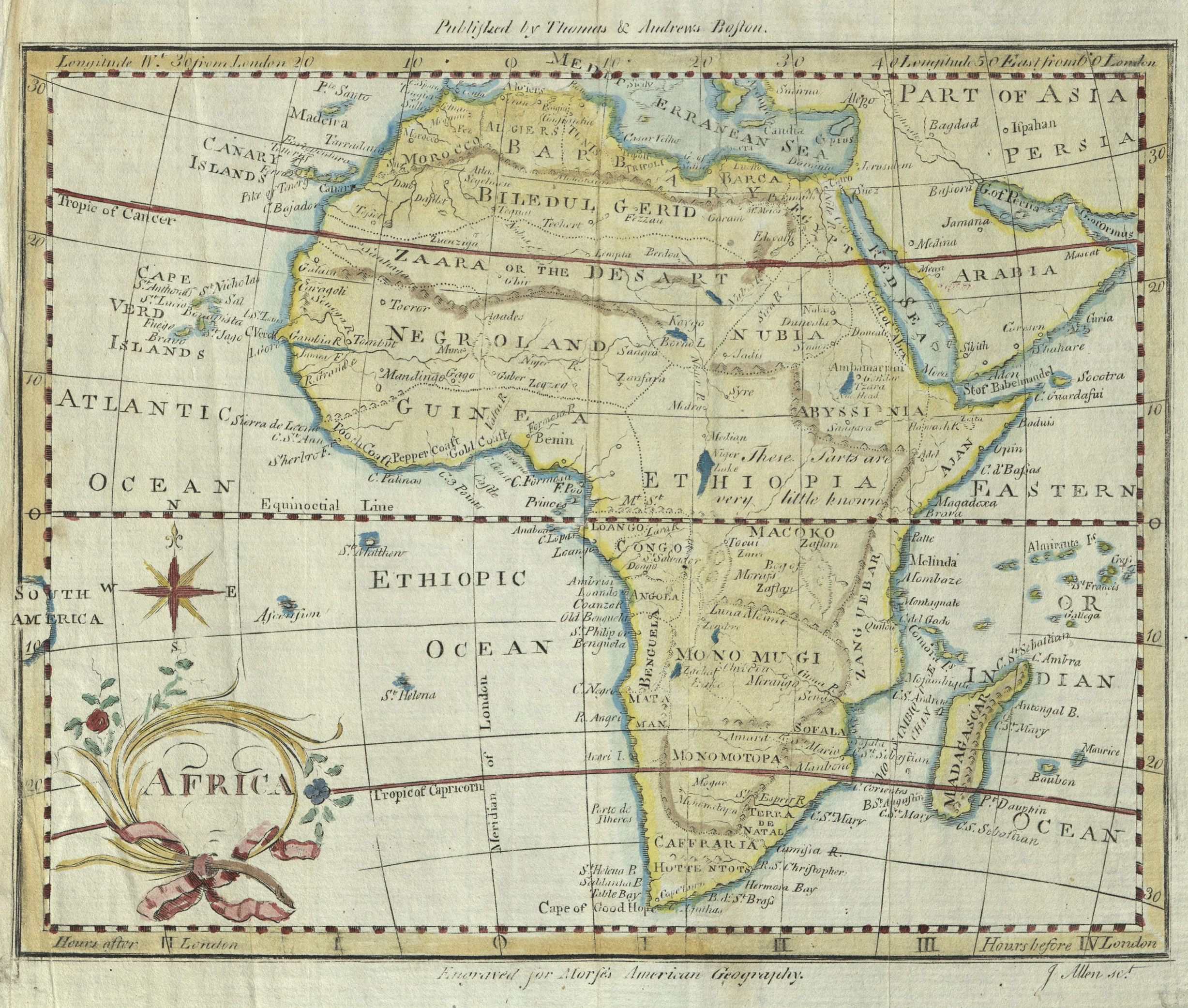
Morse, Africa, 1796

Er studierte bis 1786 Theologie in Yale und war dann für etwa dreißig Jahre Pfarrer in Charlestown (Massachusetts).
Zu seinen Freunden und zahlreichen Korrespondenten zählten Noah Webster, Benjamin Silliman und Jeremy Belknap.
Als er an einer Schule für junge Frauen unterrichtete, erkannte er die Notwendigkeit eines Geographie-Lehrbuchs. Seine 1789 veröffentlichte American Geographie sollte auch der Herausbildung eines Nationalgefühls in den noch jungen Vereinigten Staaten dienen. Bei der Erstellung der Landkarten wurde er von seinem jüngeren Sohn Sidney Edwards Morse (1794–1871) unterstützt. Der ältere Sohn, der spätere Erfinder Samuel F. B. Morse (1791–1872), widmete sich der Malerei.
Jedediah Morse lieferte auch Beiträge zu Dobson’s Encyclopædia und widerlegte in der Encyclopædia Britannica veröffentlichte rassistische Ansichten über die indianischen Völker. 1796 wurde er zum Mitglied der American Academy of Arts and Sciences gewählt.
In drei Predigten im Mai 1798 teilte er Verschwörungstheorien zum Illuminatenorden in New England 1798/99 und unterstützte John Robison, der zuvor Proofs of a Conspiracy herausgegeben hatte.

## Veröffentlichungen
- Geographie Made Easy; 1784
- American Geography Or A View of the Present Situation of the United States of Amerca; 1789
- Universal Geographie der Vereinigten Staaten; 1797

## Belege
1. ↑  Jill Lepore: Dieses Amerika. Manifest für eine bessere Nation, C.H.Beck, München 2020, S. 31.
2. ↑   Map Collection bei davidrumsey.com.

| Personendaten    | Personendaten                                              |
| ---------------- | ---------------------------------------------------------- |
| NAME             | Morse, Jedidiah                                            |
| KURZBESCHREIBUNG | US-amerikanischer calvinistischer Geistlicher und Geograph |
| GEBURTSDATUM     | 23. Juli 1761                                              |
| STERBEDATUM      | 9. Juni 1826                                               |